# トゥループ・ゼロ-夜空に恋したガールスカウト-
『トゥループ・ゼロ〜夜空に恋したガールスカウト〜』（原題:Troop Zero）は2019年に公開されたアメリカ合衆国のドラマ映画である。監督はバート&バーティ、主演はヴィオラ・デイヴィスが務めた。アマゾン・スタジオズが配給権を獲得した作品の中で、本国でも劇場公開されず、Amazonプライム・ビデオでの配信だけとなったのは本作が初めてである。

## 概略
1977年、ジョージア州。9歳のクリスマス・フリントは異星人と会うことを夢見る一風変った少女で、学校でも周囲と上手く馴染めずにいた。そんなある日、クリスマスはその年のガールスカウト版ジャンボリーで優勝したチームには、ボイジャー探査機に搭載されるゴールデンレコードに声を録音する権利が与えられることを知った。
クリスマスは大会に参加することを決意し、チームのメンバーをかき集めたが、集まったのはガールスカウトの経験が一切ない人たちばかりであった。それでもクリスマスたちはラムジー（クリスマスの父親）やミス・レイリーンの助力を得つつ、優勝を目指して奮闘するのだった。

## キャスト
※括弧内は日本語吹替。
- ヴィオラ・デイヴィス - ミス・レイリーン（斉藤貴美子）
- マッケナ・グレイス - クリスマス・フリント（新井美羽）
- ジム・ガフィガン - ラムジー・フリント（小松史法）
- マイク・エップス - ドウェイン・ブードロー
- チャーリー・ショットウェル - ジョセフ（永竹功幸）
- アリソン・ジャネイ - マッシー校長（一城みゆ希）
- エディ・パターソン - ミス・エイミー
- ジョハンナ・コロン - スマッシュ
- ケネス・ウェイン・ブラッドリー - ビッグ・エディ（田所陽向）
- アシュリー・ブルック - パイパー・ケラー
- ミラン・レイ - ヘル＝ノー（飯村奈央）
- ベラ・ヒギンボーサム - アン＝クレア（大川春奈）

## 製作
2018年2月、ヴィオラ・デイヴィスが起用された。3月29日、マッケナ・グレイスが本作に出演することになったとの報道があった。4月24日、アリソン・ジャネイとジム・ガフィガンが起用されたと報じられた。5月、マイク・エップスとエディ・パターソンの出演が決まった。同月、本作の主要撮影がルイジアナ州で始まった。6月、ミラン・レイ、アシュリー・ブルック、ベラ・ヒギンボーサムがキャスト入りした。同月20日、ロブ・ロードが本作で使用される楽曲を手掛けることになったと報じられた。2020年3月7日、レイクショア・レコーズが本作のサウンドトラックを発売した。

## 公開・マーケティング
2019年2月1日、本作はサンダンス映画祭でプレミア上映された
。12月5日、本作のオフィシャル・トレイラーが公開された。

## 評価
本作は批評家から好意的に評価されている。映画批評集積サイトのRotten Tomatoesには50件のレビューがあり、批評家支持率は66%、平均点は10点満点で6.4点となっている。サイト側による批評家の見解の要約は「チャーミングな出演者たちと観客が共感しやすい情動のお陰で、『トゥループ・ゼロ〜夜空に恋したガールスカウト〜』は既視感のある要素を寄せ集めた作品以上の出来に仕上がっている。」となっている。また、Metacriticには12件のレビューがあり、加重平均値は59/100となっている。